# Chrzest w Duchu Świętym
Chrzest w Duchu Świętym, Chrzest Duchem Świętym – wewnętrzne przeżycie, występujące we wspólnotach zielonoświątkowych i charyzmatycznych, nawiązujące teologicznie do doktryny chrztu w kościołach historycznych oraz katolickiego i prawosławnego sakramentu bierzmowania.
Określenie wzięło swój początek ze słów Jana Chrzciciela z Ewangelii i Jezusa z księgi Dziejów Apostolskich.
Jest ono typowe dla nurtów pentekostalnych i charyzmatycznych, podczas gdy większość chrześcijan odnosi te cytaty z Biblii do sakramentu chrztu. 

## Poglądy wyznań

### Kościoły charyzmatyczne
Kościoły historyczne, np. ewangelickie, używają w takim znaczeniu wyrażenia „pełnia Ducha” (wiąże się to z poglądem, że Duch Święty jest udzielany osobie niezależnie od jej woli, głównie danie człowiekowi przez Boga Ducha Świętego wiąże się z chrztem, w przypadku kościołów ewangelickich - niemowląt, w przypadku kościołów ewangeliczno-baptystycznych – chrztem osób dorosłych).
Do XX wieku dominował pogląd, że chrzest w Duchu Świętym udzielany jest podczas nawrócenia, podczas chrztu, albo przez sakramenty. W wyniku wzrostu kościołów zielonoświątkowych oraz charyzmatycznego ruchu, rozpowszechnił się pogląd, że chrzest w Duchu Świętym jest rezultatem „drugiego błogosławieństwa” (nie związanego z nawróceniem). Zgodnie z poglądem współczesnych teologów z kręgów charyzmatycznych chrzest w Duchu Świętym może być udzielony chrześcijaninowi na podstawie jego własnej modlitwy bez pośrednictwa innego człowieka. 
Celem chrztu w Duchu Świętym jest napełnienie chrześcijanina nadnaturalną mocą Boga, potrzebną do efektywnej służby ewangelizacyjnej i kościelnej. Według tychże poglądów, osoba ochrzczona w Duchu Świętym może otrzymać jeden lub kilka z wielu darów łaski (charyzmatów, od gr. charismata – dary łaski) wymienionych przez apostoła Pawła w 1 Kor 12, 8-10. Warto jednak wspomnieć, że nie istnieje określona lista charyzmatów. Sam apostoł Paweł w 1 Kor 12, 4-7 Różne są dary łaski, lecz ten sam Duch; różne też są rodzaje posługiwania, ale jeden Pan; różne są wreszcie działania, lecz ten sam Bóg, sprawca wszystkiego we wszystkich. Wszystkim zaś objawia się Duch dla [wspólnego] dobra.
Według przyjmowanej głównie przez zielonoświątkowców (oraz części charyzmatyków) doktryny, mówienie innymi językami (glosolalia) jest „dowodem” na przeżycie chrztu w Duchu Świętym. Jedynie niektórzy zielonoświątkowi teolodzy są zdania, że nie zawsze chrzest w Duchu Świętym jest związany z glosolalią, ale traktuje się to jako wyjątki. Innego zdania jest zielonoświątkowy teolog Gordon Fee, który kwestionuje doktrynę chrztu w Duchu Świętym i twierdzi, że Biblia dostarcza zbyt mało dowodów na to, by traktować to przeżycie oddzielnie od nawrócenia. Fee jest zdania, że we wczesnym chrześcijaństwie chrzest w Duchu Świętym był częścią nawrócenia, ale ten niezbędny dla Kościoła dar zaniknął w wyniku zaniedbania. To zaniedbanie oraz powrót tego fenomenu na początku XX wieku sprawił, że zielonoświątkowcy uznali chrzest w Duchu Świętym za odrębne przeżycie.
Teologiczne podstawy doktryny o chrzcie w Duchu Świętym zostały wywiedzione przez pentekostalnych i charyzmatycznych teologów z interpretacji fragmentów Pisma Świętego:
1. w Starym Testamencie Bóg zapowiedział wylanie swojego Ducha – Jl 3,1-2 (św. Piotr w Dz 2,16-18 stosuje ten fragment do momentu zesłania Ducha Świętego),
2. Jan Chrzciciel zapowiadał chrzest Duchem Świętym i ogniem – Mt 3,11 (co interpretowane jest jako sakrament chrztu),
3. Jezus Chrystus zapowiadał chrzest Duchem Świętym – Dz 1,5 (co odnosi się do dnia pięćdziesiątnicy),
4. pierwotny Kościół w Jerozolimie powstał po zesłaniu Ducha Świętego – Dz 2,1-4 (uznawanym za swoistą sumę wszystkich sakramentów),
5. Nowy Testament opisuje jeszcze inne przypadki zstępowania Ducha Świętego na ludzi – Dz 8,14-17; Dz 10,44-46 (tzw. zesłanie Ducha Świętego na pogan) oraz Dz 19,1-6.

Do dziś toczą się w chrześcijaństwie dyskusje, dotyczące nauki o Chrzcie w Duchu Świętym, ma ona swoich zwolenników i przeciwników także w wyznaniach historycznych (katolicyzm, prawosławie, ewangelicyzm).
Co ważne, tekst Pisma w żadnym miejscu nie mówi o „chrzcie w Duchu Świętym”, lecz w stronie czynnej, o „chrzczeniu w Duchu Świętym” (Mt 3:11), o „byciu ochrzczonymi w jednym Duchu” (1 Kor 12:13).
Chrzest w Duchu Świętym jest postrzegany bardziej w kategoriach przeżycia niż doktryny (taki też jest charakter duchowości zielonoświątkowej i charyzmatycznej), dlatego kwestia jego zdefiniowania pozostaje w chrześcijaństwie sprawą otwartą.

### Inne poglądy
Świadkowie Jehowy uważają, że „ochrzczeni duchem świętym” („w duchu świętym”) dostępują ponownego narodzenia — za sprawą ducha zyskują status synów Bożych (Jn 3:3). Zostają namaszczeni na przyszłych królów i kapłanów w niebiańskim Królestwie Bożym i wchodzą w skład duchowego ciała Chrystusa, doświadcza tego tylko 144 000. Nie zależy od osobistego wyboru; o tym, kto narodzi się ponownie i zostanie namaszczony duchem świętym: decyduje sam Jehowa Bóg, „nie zależy od tego, kto go chce lub o nie się ubiega, ale od Boga” (Rz 9:16). Nie każdy ochrzczony duchem posiada dary ducha.
Jest czymś innym niż chrzest w „imię ducha świętego”, przy chrzcie w wodzie, dla wszystkich ochrzczonych w ten sposób.